# Терминальный сервер
Терминальный сервер, сервер терминалов (англ. terminal server) — сервер, предоставляющий клиентам вычислительные ресурсы (процессорное время, память, дисковое пространство) для решения задач. Технически терминальный сервер представляет собой очень мощный компьютер (либо кластер), соединенный по сети с терминальными клиентами — которые, как правило, представляют собой маломощные или устаревшие рабочие станции, либо специализированные решения (см. тонкий клиент) для доступа к терминальному серверу.
Терминальный сервер служит для удалённого обслуживания пользователя с предоставлением рабочего стола.

## Процесс работы
Терминальный клиент после установления связи с терминальным сервером пересылает на последний вводимые данные (нажатия клавиш, перемещения мыши) и, возможно, предоставляет доступ к локальным ресурсам (например, принтер, дисковые ресурсы, устройство чтения смарт-карт, локальные порты (COM/LPT)). Терминальный сервер предоставляет среду для работы (терминальная сессия), в которой исполняются приложения пользователя. Результат работы сервера передается на клиента, как правило, это изображение для монитора и звук (при его наличии).
Преимущества терминального сервера
- Снижение временных расходов на администрирование
- Повышение безопасности — снижение риска инсайдерских взломов
- Снижение затрат на программное и аппаратное обеспечения
- Снижение расхода электроэнергии

Недостатки
- Концентрация всей функциональности в рамках одного (нескольких) серверов — выход из строя любого элемента между приложением и клиентами (сервер, коммутаторы, СКС) приводит к простою многих пользователей.
- Усиливаются негативные последствия ошибок конфигурации и работы ПО (последствия ошибок сказываются не на отдельных пользователях, а на всех пользователях сервера сразу же)
- Проблемы с лицензированием (некоторое ПО не предусматривает ситуации работы нескольких пользователей на одном компьютере или требует использования более дорогих версий).

## Проблемы лицензирования
В условиях использования свободнораспространяемого ПО (такого, как X Window System) проблема лицензирования не возникает. Для ПО, предусматривающего в лицензионном соглашении ограничение на количество копий/пользователей, возникают затруднения.
В условиях терминального сервера могут использоваться следующие модели лицензирования:
- Per seat (per device — на рабочее место) — для каждого устройства (тонкого клиента или рабочей станции) требуется отдельная лицензия, вне зависимости от количества пользователей. Подобная схема используется при лицензировании Terminal Services в составе Windows Server.
- Per user (на пользователя) — для каждого пользователя (вне зависимости от числа одновременно работающих пользователей) требуется отдельная лицензия.
- Per connection (конкурентная лицензия) — для каждого соединения требуется отдельная лицензия, при этом количество пользователей/рабочих мест не играет роли — важно количество одновременно обслуживаемых пользователей. Такую систему лицензирования использует Citrix Metaframe. В этом случае существует пул лицензий, каждое новое соединение забирает одну лицензию из пула. Лицензия возвращается в пул при окончании соединения.

Во многих крупных пакетах ПО предусматривается особый сервис — сервер лицензий (приложение, занимающееся учётом, выдачей и приёмом лицензий). В условиях крупных сетей рекомендуется выделение под сервер лицензий отдельного компьютера (или нескольких — для резервирования).

### Виды терминальных серверов
- Microsoft Windows Terminal Server (поставляется в Microsoft Windows Server)
- Citrix Metaframe
- X Window System
- NX NoMachine
- FreeNX
- RX@Etersoft